# Vivo V20
Vivo V20, V20 Pro та V20 SE — смартфони, розроблені компанією Vivo. Vivo V20 Pro був представлений 22 вересня 2020 року, V20 SE — 24 вересня 2020 року, а V20 — 30 вересня. Також 24 грудня 2020 року в Індії був представлений Vivo V20 2021, що є варіацією Vivo V20 з покращеним процесором.
В деяких країнах продається модель Vivo Y70, що подібна до V20 SE, окрім спрощених камер.
В Китаї Vivo V20 Pro продається під назвою Vivo S7, і на відміну від V20 Pro має модуль NFC.
4 лютого 2021 року був представлений Vivo S7t, що відрізняється від Vivo S7 іншим процесором.
В Україні офіційно продаються тільки Vivo V20 та V20 SE, які були представлені 30 жовтня 2020 року.
Vivo V20 став першим смартфоном на Android 11 з коробки, який офіційно продається в Україні.

## Дизайн
Екран виконаний зі скла. У V20 та V20 Pro задня панель виконана зі скла, а у V20 SE — з пластику. Бокова частина всіх моделей виконана з пластику.
В V20 Pro та S7t знизу розташовані роз'єм USB-C, динамік, мікрофон та слот під 2 SIM-картки. У всіх інших моделей знизу розташовані роз'єм USB-C, динамік, мікрофон та 3.5 мм аудіороз'єм. Зверху розташований другий мікрофон. У V20 SE також зверху розташований слот під 2 SIM-картки і карту пам'яті формату MicroSD до 1 ТБ. З лівого боку у V20 розташований слот під 2 SIM-картки і карту пам'яті формату MicroSD до 2 ТБ. З правого боку розміщені кнопки регулювання гучності та кнопка блокування смартфону.
Vivo V20, V20 Pro, V20 2021 та S7t продаються в 3 кольорах: Опівнічний джаз (чорний), Мелодія заходу сонця (блакитно-помаранчевий) та Місячна соната (білий). В Україні V20 доступний тільки в кольорах Опівнічний джаз та Мелодія заходу сонця.
В Україні Vivo V20 SE продається в 2 кольорах: Гравітаційний чорний та Ніжно-блакитний.

## Технічні характеристики

### Платформа
Vivo V20 отримав процесор Qualcomm Snapdragon 720G та графічний процесор Adreno 618.
Vivo V20 2021 отримав процесор Qualcomm Snapdragon 730G та графічний процесор Adreno 618.
Vivo V20 Pro отримав процесор Qualcomm Snapdragon 765G та графічний процесор Adreno 620.
Vivo V20 SE та Y70 отримали процесор Qualcomm Snapdragon 665 та графічний процесор Adreno 610.
Vivo S7t отримав процесор MediaTek Dimensity 820 5G та графічний процесор Mali-G57 MC5.

### Батарея
V20, V20 Pro, V20 2021 та S7t отримали акумулятор об'ємом 4000 мА·год та підтримку швидкої зарядки на 33 Вт.
V20 SE та Y70 отримали акумулятор об'ємом 4100 мА·год та підтримку швидкої зарядки на 33 Вт.

### Камери

#### Основна камера
V20, V20 Pro, V20 2021 та S7t отримали основну потрійну камеру 64 Мп, f/1.9 (ширококутний) з фазовим автофокусом + 8 Мп, f/2.2 (ультраширококутний) + 2 Мп, f/2.4 (сенсор глибини).
V20 SE отримав основну потрійну камеру 48 Мп, f/1.8 (ширококутний) з фазовим автофокусом + 8 Мп, f/2.2 (ультраширококутний) + 2 Мп, f/2.4 (сенсор глибини).
Y70 отримав основну потрійну камеру 48 Мп, f/1.8 (ширококутний) + 2 Мп, f/2.4 (макро) + 2 Мп, f/2.4 (сенсор глибини) з фазовим автофокусом.
Всі моделі вміють записувати відео в роздільній здатності 4K@30fps

#### Передня камера
V20 та V20 2021 отримали фронтальну камеру 44 Мп, f/2.0 (ширококутний).
V20 Pro та S7t отримали подвійну фронтальну камеру 44 Мп, f/2.0 (ширококутний) + 8 Мп, f/2.3 (ультраширококутний).
V20 SE отримав фронтальну камеру 32 Мп, f/2.0 (ширококутний).
Y70 отримав фронтальну камеру 16 Мп, f/2.0 (ширококутний).
Всі моделі вміють записувати відео в роздільній здатності 1080p@30fps

### Екран
Екран AMOLED, 6.44", FullHD+ (2400 × 1080) зі щільністю пікселів 409 ppi, співвідношенням сторін 20:9 та краплеподібним вирізом під фронтальну камеру у V20 та V20 SE, або вирізом під подівйну фронтальну камеру у V20 Pro та S7t.
Усі моделі отримали вбудований в дисплей сканер відбитків пальців. Крім цього у V20 та V20 Pro присутня підтримка технології HDR10.

### Пам'ять
Vivo V20, S7 та S7t продаються в комплектаціях 8/128 та 8/256 ГБ. В Україні Vivo V20 доступний лише у версії 8/128 ГБ.
Всі інші моделі продаються в комплектації 8/128 ГБ.

### Програмне забезпечення
Vivo V20 та V20 2021 були випущені на FuntouchOS 11 на базі Android 11.
Vivo V20 Pro, V20 SE та Y70 були випущені на FuntouchOS 11 на базі Android 10. Vivo V20 Pro був онвлений до Android 11.
Vivo S7t був випущений на OriginOS 1.0 на базі Android 11.